# Frederick Charles Roe
Frederick Charles Roe (* 1894 in Hockley Heath, Metropolitan Borough of Solihull; † 1958) war ein britischer Romanist, Landeswissenschaftler und Komparatist.

## Leben und Werk
Roe studierte in Birmingham. Im Ersten Weltkrieg leistete er Kriegsdienst (1916 verwundet). Von 1919 bis 1922 war er Lektor für Englisch an der Universität Lyon. 1923 wurde er an der Sorbonne promoviert mit der von der Académie française preisgekrönten Arbeit Taine et l’Angleterre (Paris, Champion, 1923). Dann lehrte er in Birmingham (1923–1924), St. Andrews (1925–1928), University College Hull (1928–1932) und schließlich von 1932 bis 1957 als Carnegie Professor für Französisch an der Universität Aberdeen (Nachfolger: Armel Hugh Diverres). Roe war Ritter der Ehrenlegion und Ehrendoktor der Universitäten Rennes und Clermont-Ferrand.

## Weitere Werke
- (Hrsg.) La France Laborieuse, London/New York, Thomas Nelson and Sons, 1927, 1929, 1931, 1933, 1935.
- (Hrsg.) French travellers in Britain, 1800-1926, London, Nelson, 1928.
- Modern France. An introduction to French civilization, London, Longmans, 1956.
- Sir Thomas Urquhart and Rabelais, Oxford, Clarendon, 1957 (Taylorian Lecture).

### Herausgabe von Lehr- und Lernmaterialien
- Modern tales from France. An anthology of French humour, London, Longmans, 1929.
- Twentieth century French prose, London, Longmans, 1930.
- Nelson's French comprehension tests in prose and verse, London, Nelson, 1935.
- Tales of adventure from modern French authors, London, Longmans, 1936.